# Термосфера
Термосфера (грец. υερμη — тепло та σφαίρα — куля) — шар атмосфери планети, вищий за мезосферу, у якому відбуваються основні процеси поглинання та перетворення короткохвильового сонячного випромінювання. 
У земній атмосфері починається на висоті 80-90 км і тягнеться до термопаузи на висоті 400—800 км. Температура повітря в термосфері зростає від 200 K до 500—2000 K залежно від міри сонячної активності. Причиною є поглинання ультрафіолетового та рентгенівського випромінювання Сонця на висотах 150—300 км, обумовлене іонізацією атмосферного кисню. У нижній частині термосфери зростання температури значною мірою обумовлене енергією, що виділяється при рекомбінації (об'єднанні) атомів кисню в молекули (при цьому на енергію теплового руху часток перетворюється енергія сонячного УФ-випромінення, поглинена раніше під час дисоціації молекул O2). На високих широтах важливим джерелом надходження тепла є джоульова теплота, що виділяється електричними струмами магнітосферного походження. Це джерело викликає значне, але нерівномірне розігрівання верхньої атмосфери в приполярних широтах, особливо під час магнітних бур.

## Дослідження
Через високу розрідженість повітря польоти вище за лінію Кармана можливі лише за балістичною траєкторією. Всі пілотовані космічні польоти (за винятком польотів американських астронавтів до Місяця), відбувалися в термосфері, переважно на висотах від 200 до 500 км: нижче 200 км сильно позначається гальмівна дія повітря, а вище 500 км розташовано радіаційні пояси, що шкідливо впливають на людей та обладнання.
Безпілотні супутники також літають здебільшого у термосфері:
1. виведення супутника на вищу орбіту вимагає більших затрат енергії
2. для багатьох цілей (наприклад, для дистанційного зондування Землі) менша висота польоту є перевагою.
3. висока температура в термосфері, не загрожує літальним апаратам, оскільки через надзвичайну розрідженість там повітря, воно практично не взаємодіє з обшивкою літального апарата, тобто густини повітря недостатньо для того, щоби нагріти фізичне тіло, оскільки кількість молекул дуже мала, отже частота їх зіткнень з обшивкою судна (відповідно і передавання теплової енергії) невелика.

Дослідження термосфери здійснюються також за допомогою суборбітальних геофізичних ракет.
Згідно повідомлення дослідницького центру NASA Langley у Вірджинії (США), термосфера Землі в 2023 році досягла свого практично 20-річного максимуму температури, внаслідок поглинання енергії від геомагнітних бур, які сталися цього року. Вчені попереджають, що температура в другому шарі атмосфери, який знаходиться на другому за висотою рівні, буде продовжувати рости й в наступні роки, оскільки активність Сонця посилюється, що може вплинути на штучні супутники, які перебувають на орбітах навколо Землі. Також повідомляється, що протягом більш ніж 21 року, NASA вимірювала температуру термосфери за допомогою інфрачервоного випромінювання, яке випромінюють молекули вуглекислого газу та оксиду азоту. Вчені перетворювали дані, зібрані супутником NASA TIMED (Thermosphere, Ionosphere, Mesosphere, Energetics and Dynamics), на термосферний кліматичний індекс (TCI), який вимірюють у тераватах (ТВт) (1 ТВт дорівнює 1 трильйону Ват). Відповідно, 10 березня 2023 року, значення TCI сягнуло свого максимуму в 0,24 ТВт, востаннє таке високе значення TCI було зареєстровано ще 28 грудня 2003 року.